# (576256) 2012 JH67
(576256) 2012 JH67 ist ein großes transneptunisches Objekt im Kuipergürtel, das bahndynamisch als Resonantes KBO (Twotino) eingestuft wird. Aufgrund seiner Größe gehört der Asteroid möglicherweise zu den Zwergplanetenkandidaten.

## Entdeckung
(576256) 2012 JH67 wurde am 14. Mai 2012 von einem Astronomenteam, bestehend aus B. Gibson, T. Goggia, N. Primak, A. Schultz und M. Willman, mit dem 1,8-m-Pan-STARRS-Teleskop (PS1) am Haleakalā-Observatorium (Maui) entdeckt. Die Entdeckung wurde am 26. Juli 2016 bekanntgegeben.
Nach seiner Entdeckung ließ sich 2012 JH67 auf Fotos bis zum 19. April 2010, die ebenfalls im Rahmen des Pan-STARRS-Programmes gemacht wurden, zurückgehend identifizieren und so seinen Beobachtungszeitraum um vier Jahre verlängern, um so seine Umlaufbahn genauer zu berechnen. Seither wurde der Planetoid durch das Pan-STARRS- und das Cerro Tololo-Observatorium beobachtet. Im Dezember 2018 lagen insgesamt 74 Beobachtungen über einen Zeitraum von 9 Jahren vor. Die bisher letzte Beobachtung wurde im Mai 2018 wieder am Pan-STARRS-Teleskop (PS1) durchgeführt. (Stand 14. März 2019)

## Eigenschaften

### Umlaufbahn
(576256) 2012 JH67 umkreist die Sonne in 333,49 Jahren auf einer elliptischen Umlaufbahn zwischen 34,98 AE und 61,20 AE Abstand zu deren Zentrum. Die Bahnexzentrizität beträgt 0,272, die Bahn ist 6,62° gegenüber der Ekliptik geneigt. Derzeit ist der Planetoid 46,56 AE von der Sonne entfernt. Das Perihel durchlief er das letzte Mal 1956, der nächste Periheldurchlauf dürfte also im Jahre 2289 erfolgen.
Marc Buie (DES) klassifiziert den Planetoiden als Twotino (RKBO 1:2), während vom Minor Planet Center keine spezifische Einstufung existiert; letzteres ordnet ihn als Nicht-SDO und allgemein als «Distant Object» ein. Das Johnston’s Archive führt es als «other TNO» auf, was bedeutet, dass es kein Cubewano oder Resonantes KBO sein soll.

### Größe
Derzeit wird von einem Durchmesser von 373 km ausgegangen, basierend auf einem Rückstrahlvermögen von 8 % und einer absoluten Helligkeit von 5,6 m. Ausgehend von diesem Durchmesser ergibt sich eine Gesamtoberfläche von etwa 437.000 km². Die scheinbare Helligkeit von 2012 JH67 beträgt 22,26 m.
Da es denkbar ist, dass sich 2012 JH67 aufgrund seiner Größe im hydrostatischen Gleichgewicht befindet und somit weitgehend rund sein könnte, erfüllt er möglicherweise die Kriterien für eine Einstufung als Zwergplanet. Mike Brown geht davon aus, dass es sich bei (576256) 2012 JH67 um vielleicht einen Zwergplaneten handelt.
| Jahr                                         | Abmessungen km | Quelle   |
| -------------------------------------------- | -------------- | -------- |
| 2018                                         | 404,0          | Johnston |
| 2018                                         | 373,0          | Brown    |
| Die präziseste Bestimmung ist fett markiert. |                |          |